# Sadhguru
Sadhguru (født Jagadish Vasudev, 3. september 1957) er en indisk guru og spirituel forfatter, der har stor betydning for populariseringen af yoga i den vestlige verden.
Sadhguru er grundlægger og leder af Isha Foundation, der har base i Coimbatore, Indien. Fonden blev etableret i 1992 og driver et ashram- og yogacenter, der laver pædagogiske og spirituelle aktiviteter. Sadhguru har undervist i yoga siden 1982. Han er forfatter til mere 30 bøger, herunder de to New York Times-bestsellere Inner Engineering: A Yogi's Guide to Joy og Karma: A Yogi's Guide to Crafting Your Destiny. Den første af disse to bøger er blevet oversat til dansk og udgivet på forlaget borgen.
Sadhguru tilhører den hinduistiske tradition for spiritualitet og filosofi og underviser i yoga. I Vesten er han kendt som en vigtig repræsentant for østlig filosofi og østlig spiritualitet. Han har været en fremtrædende fortaler for betydningen af at forbedre klimaet. Derudover han han kritiseret moderne politiske partier for at være repræsenteret af en slags stammekultur. 

## Bøger

### Bøger på dansk
- Sadhguru (2021): Indre forvandling: En yogis guide til glæde. Borgen -  ISBN. 9788702315400.

### Udvalgte bøger på engelsk
- Inner Engineering: A Yogi's Guide to Joy. ISBN:  9780812997798
- Karma: A Yogi's Guide to Crafting Your Destiny. 2021, ISBN-13. 978-0593232019